# Сент-Клер (Тасманія)
Сент-Клер (англ. St. Clair, палава-кані leeawulenna) — озеро, посеред Центральної височини на острові Тасманія, що на південь від Австралії. Є частиною національного парку гора Крейдл-озеро Сент Клер (англ. Cradle mount.-Lake St Clair), що є частиною об'єкту Світової спадщини ЮНЕСКО «Дика природа Тасманії» . За своєю глибиною — 200 метрів, озеро є найглибшим в Австралії, та найглибшим озером льодовикового походження на Землі. З озера на південному-заході витікає річка Дервент.

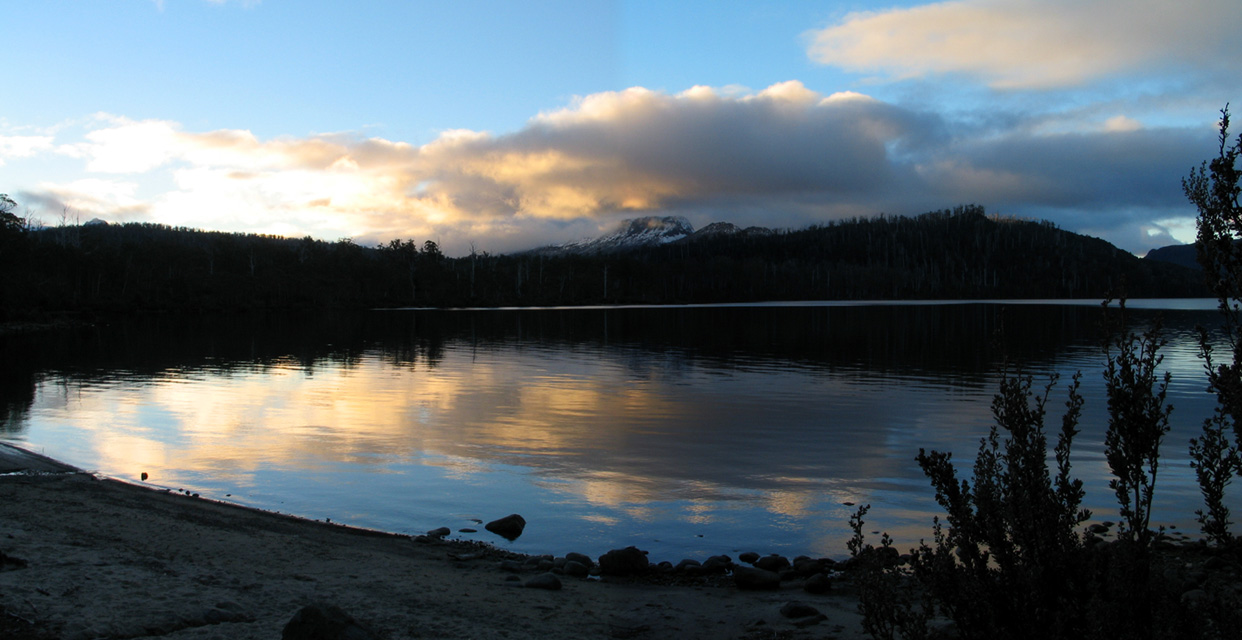
Захід Сонця над озером

1. 1 2  GEOnet Names Server
2. 1 2 3 4 5 6  GeoNames — 2005.